# 商界環保協會
商界環保協會（英語：Business Environment Council，簡稱：BEC）是由香港商界成立的獨立慈善會員機構，自1992年成立以來，協會推動香港環保卓越、宣揚潔淨技術及措施，從而減少廢物、保護資源、防止污染，並強化企業的環保及社會責任，以協助並推動香港商界達致可持續發展，並促進社會各界人士保護環境。
協會總部位於九龍塘達之路77號賽馬會環保樓，該建築物在2017年10月及2023年1月兩次獲香港綠色建築議會「綠建環評」 (BEAM Plus) 評為「既有建築最終鉑金級」，是本港綠色建築的最高評級。
2022年3月，協會獲正式認可為WELL性能檢測機構 (WELL Performance Testing Organisation)，成為全港首間提供相關服務的非牟利機構。協會總部大樓的設施營運和管理表現亦獲頒《WELL健康—安全評價準則》 (WELL Health-Safety Rating) 證書。

## 服務範圍
協會進行基準評估、諮詢，研究和政策倡議等工作。此外，協會亦積極與不同界別協作，透過由會員組成的委員會、舉辦培訓、會議、領袖參與、案例研究、獎勵及業界支援項目等，致力實現整個企業和行業的可持續性，成為環保卓越先驅。

## 工作項目

### 環保領袖論壇
協會於1992年開始舉辦一年兩次的環保領袖論壇，成為各界不同持份者討論及回應有關香港環境可持續發展主要議題的中央平台。環保領袖論壇讓本地及國際的知名講者得以就各種重大的挑戰、創新的方案、社會關注的事宜，分享獨具見解的意見。同時更可以集思廣益，提供有效的模式，讓商界、政府及市民大眾可以攜手合作，建立可持續發展的未來。

### 零碳約章
為配合香港2050年實現碳中和的目標，原先在2019年3月推出的商界環保協會《低碳約章》亦更名為《零碳約章》，旨在推動商界及機構的集體行動，促使他們承諾設定目標和採取行動，達致零碳未來。根據約章，商界環保協會舉辦各項的活動及計劃，指導企業制訂、落實及達到其目標。截至2024年6月，合共75間約章簽署機構，當中20間為符合科學的簽署機構，其餘55間為行動簽署機構。

## 協會會員
協會的會員分為「特邀會員」、「企業會員」、「一般會員」及「聯繫會員」四類，而協會會員均為香港主要上市公司或集團。
特邀會員
| - 香港機場管理局 - 碧瑤綠色集團 - 中國建築工程(香港)有限公司 - 華懋代理有限公司 - 中華電力有限公司 - 中遠海運港口有限公司 - 金門建築有限公司 - 青洲英坭有限公司 - 恒隆地產有限公司 - 恒生銀行有限公司 - 恒基兆業地產有限公司 - 香港置地集團公司 - 希慎興業有限公司 | - 怡和機器有限公司 - 嘉里建設有限公司 - 金城營造集團有限公司 - 領展資產管理有限公司 - 現代貨箱碼頭有限公司 - 南豐發展有限公司 - 新世界發展有限公司 - 東方海外貨櫃航運公司 - 電訊盈科有限公司 - 施耐德電氣(香港)有限公司 - 香港蜆殼有限公司 - 西門子能源有限公司 | - 西門子有限公司 - 信和置業有限公司 - 新鴻基地產發展有限公司 - 太古股份有限公司 - 太古地產有限公司 - 香港中華煤氣有限公司 - 香港賽馬會 - 香港上海滙豐銀行有限公司 - 香港電燈有限公司 - 九龍巴士（一九三三）有限公司 - 會德豐有限公司 |

## 行政架構
| 主席 - 歐嘉榮先生（金門建築有限公司） 成員 - 李仲騰先生（香港機場管理局） - 司馬志先生（中遠海運港口有限公司） - 鄭文聰教授工程師（正昌科技(集團)有限公司） - 查逸超教授（福田科技有限公司） - 余漢坤先生（恒基兆業地產有限公司） - 楊漢忠先生（香港置地集團公司） - 黃應星先生（怡和集團） - 李少穎建築師（利安顧問有限公司） - 盧偉民先生（現代貨箱碼頭有限公司） - 趙啟文先生（施耐德電氣（香港）有限公司） - 余靜雯女士（香港蜆殼有限公司） - 李鑾輝先生（新鴻基地產發展有限公司） - 夏柏朗先生（太古股份有限公司） - 何浩賢先生（太古地產有限公司） - 陳子立先生（香港中華煤氣有限公司） - 張惠峰先生（香港上海滙豐銀行有限公司） - 何彥彪先生（香港電燈有限公司） - 趙松基先生（會德豐有限公司） | 行政總裁 - 吳家穎先生 財務總監 - 陳耀良先生 營運總監 - 梁志峰工程師 傳訊助理總監 - 林碧儀女士 政策及研究主管 - 劉敏智先生 人力資源和行政主管 - 馮美玲女士 |

## 相關
- 香港綠色建築議會，由商界環保協會、香港環保建築協會、建造業議會及環保建築專業議會組成

## 外部連結
- 商界環保協會官方網頁（页面存档备份，存于）

## 註腳
1. ↑  .   [2017-07-14]. （原始内容存档于2019-06-05）.
2. ↑  .   [2019-01-31]. （原始内容存档于2019-01-31）.
3. ↑  .   [2022-03-29].
4. ↑  .   [2018-09-17]. （原始内容存档于2020-05-11）.
5. ↑  .   [2022-04-29]. （原始内容存档于2022-04-29）.